# Kotajk
Kotajk (armenski: Կոտայք) je jedna od deset pokrajina u Armeniji. Glavni grad joj je Hrazdan.

## Karakteristike
Pokrajina Kotajk nalazi se u središnjem dijelu Armenije, površina joj je 2.089 km² u njoj prema podacima iz 2002. godine živi 241.337 stanovnika, dok je prosječna gustoća naseljenosti 120 stanovnika na km².

## Administrativna podjela
Pokrajina je podjeljena na četiri okruga i 67 općina od kojih je sedam urbanih a 60 ruralnih.

## Granica
Kotajk graniči s pokrajinama:
- Lori – sjever
- Tavuš – sjeveroistok
- Gegharkunik – istok
- Ararat – jug
- Aragatsotn  – zapad

## Vanjske poveznice
- Turistički vodič